# Nallebjörn

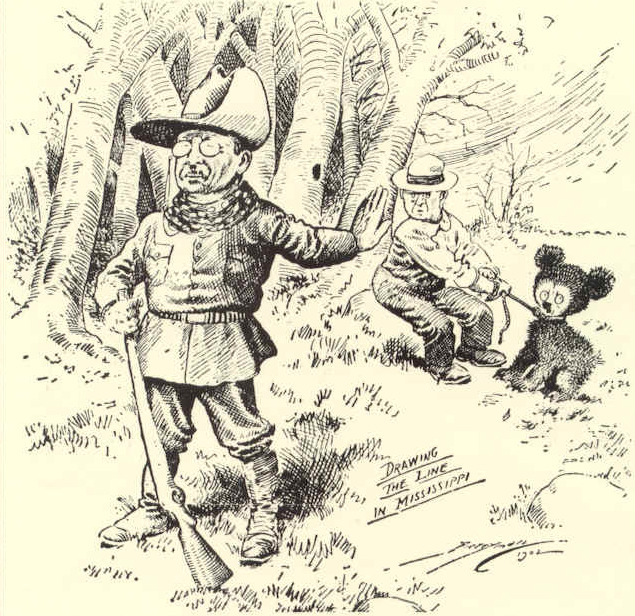
En 1902 politisk teckning i The Washington Post. Theodore Roosevelt som under en björnjakt i Mississippi blev erbjuden att döda en infångad björn, men avstod.

Nallebjörn, teddybjörn eller nalle är en typ av kramdjur, en leksaksbjörn i tyg eller annat mjukt material med stoppning.
Teddybjörnen sägs ha fått sitt namn från president Theodore Roosevelt, som i samband med en jakt vägrade att skjuta en infångad björn, vilket väckte uppmärksamhet i media. Den mest berömda tillverkaren av teddybjörnar är Steiff. Även koalan förknippas genom sitt utseende ofta med nallebjörnar.

## Historik
Det är oklart när den allra första nallebjörnen för massförsäljning tillverkades, men Margerete Steiff GmbH i Tyskland tillverkade nallar började 1903 konstruera modeller av mjuka kramdjur med rörliga armar och ben, lika dockor. Samtidigt skedde en parallell utveckling i USA, vilken ledde till "teddybjörnens" födelse.
Teddybjörnen fick sitt namn från president Theodore "Teddy" Roosevelt. År 1902 hjälpte Roosevelt till att lösa en konflikt mellan Mississippi och Louisiana och deltog på fritiden i en björnjakt i Mississippi. Jaktlaget stötte på en ensam björn, klubbade ned den, band den vid ett träd och erbjöd Roosevelt att skjuta den. Roosevelt avstod dock att själv göra det, men beordrade andra att senare låta nådaskjuta björnen. The Washington Post publicerade en karikatyrteckning av Clifford K. Berryman, som illustrerade presidentens avståndstagande från att själv skjuta björnen. Både teckningen och historien bakom den spred sig.
Den första leksak, som officiellt bar namnet "teddy bear", skapades av Morris Michtom och hans hustru. Michtom ägde en liten butik i Brooklyn och hans fru tillverkade leksaksbjörnar, som de sen sålde i butiken. Michtom skickade en av dessa björnar till Theodore Roosevelt och bad om tillstånd att få kalla dem "Teddy's Bear". Roosevelt gav sitt godkännande och gjorde dessutom nallen till sin personliga maskot i sin följande och framgångsrika omvalskampanj. Tillsammans med företaget Butler Brothers började Michtom massproducera teddybjörnar och inom ett år hade han startat det egna företaget, Ideal Novelty and Toy Co, som blev ett av världens största leksaksföretag.

## Utformning
Nallebjörnar har från början tillverkats med långa armar, lång näsa och var ganska hårda, inte lika mjuka att hålla i. Sedan har tillverkningen förskjutits åt nallebjörnar med större huvud, mjukare päls och kortare armar.

## I populärkulturen
- Teddybjörnen Fredriksson" är en populär svensk visa av Lasse Berghagen.
- Joan G. Robinson har skrivit en serie böcker om teddybjörnen Teddy Björnson.
- En annan berömd nalle är Paddington.

Den Internationella nalledagen (Teddy Bear Day) firas på Theodore Roosevelts födelsedag den 27 oktober varje år.

## Namnet
Nalle är i svenskan ett gammalt alternativt namn för björn, belagt från 1685. Det kommer från finskans nalli med samma betydelse; det ordets ursprung är okänt. Den äldre betydelsen 'björn' – frikopplat från betydelsen 'leksaksbjörn' – är levande i texten till "Mors lilla Olle" (sent 1800-tal), där det är nallen som är större än visans Olle.
Senare har betydelsen 'mjuk krambjörn' blivit allenarådande. Under det sena 1980-talet överfördes betydelsen även till begreppet "yuppienalle", i betydelsen 'kramleksak för yuppie'.

## Bildgalleri

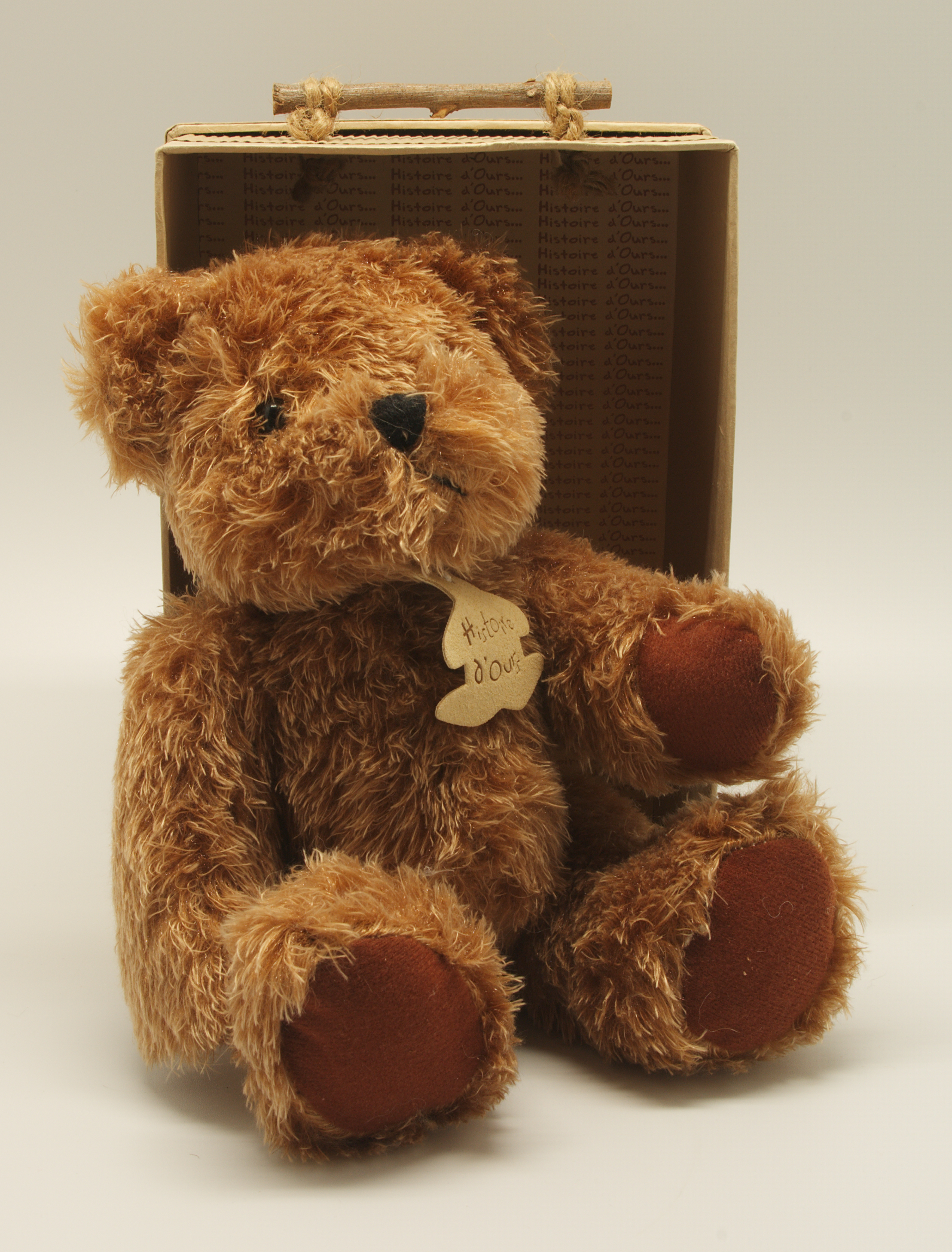
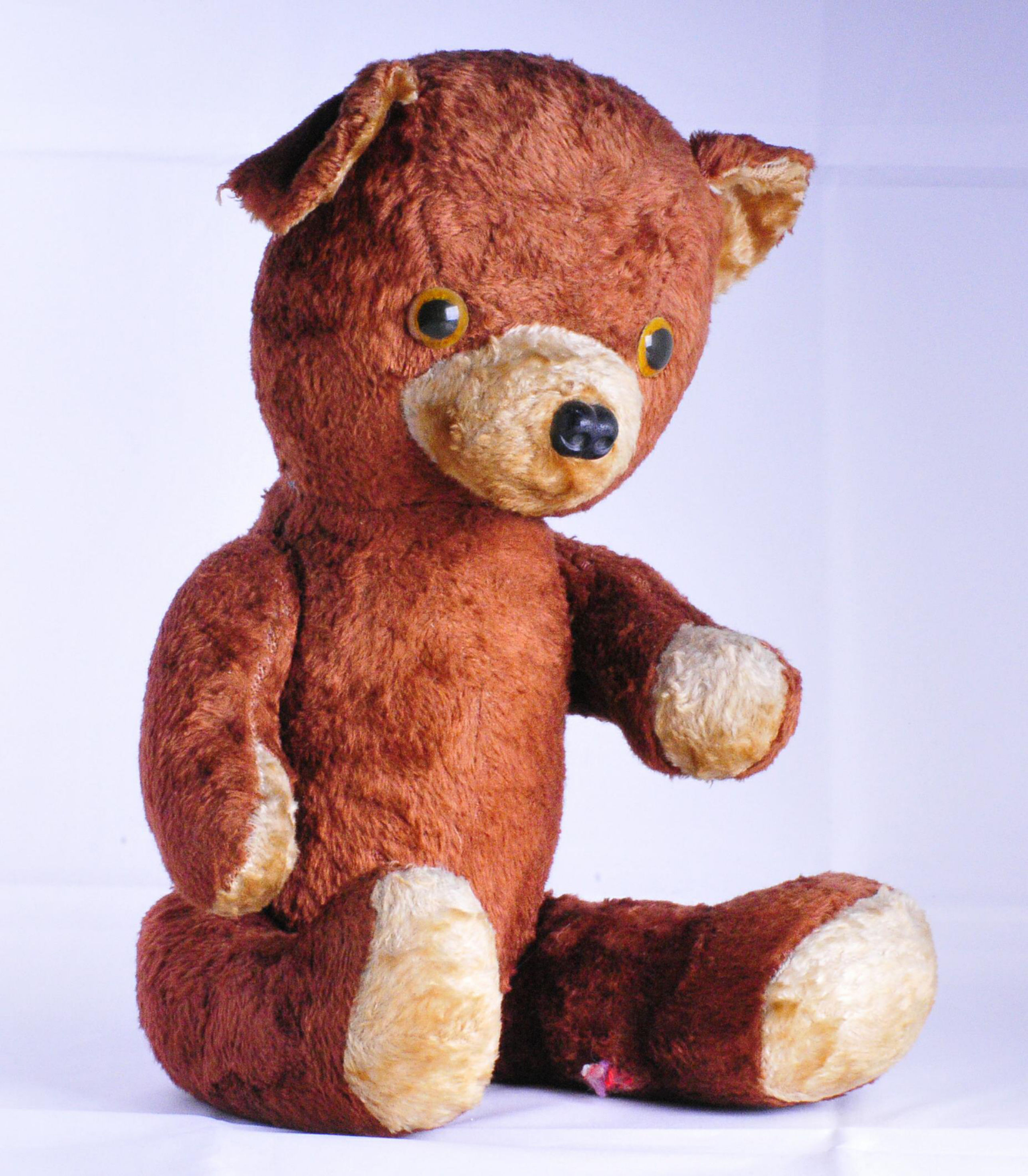
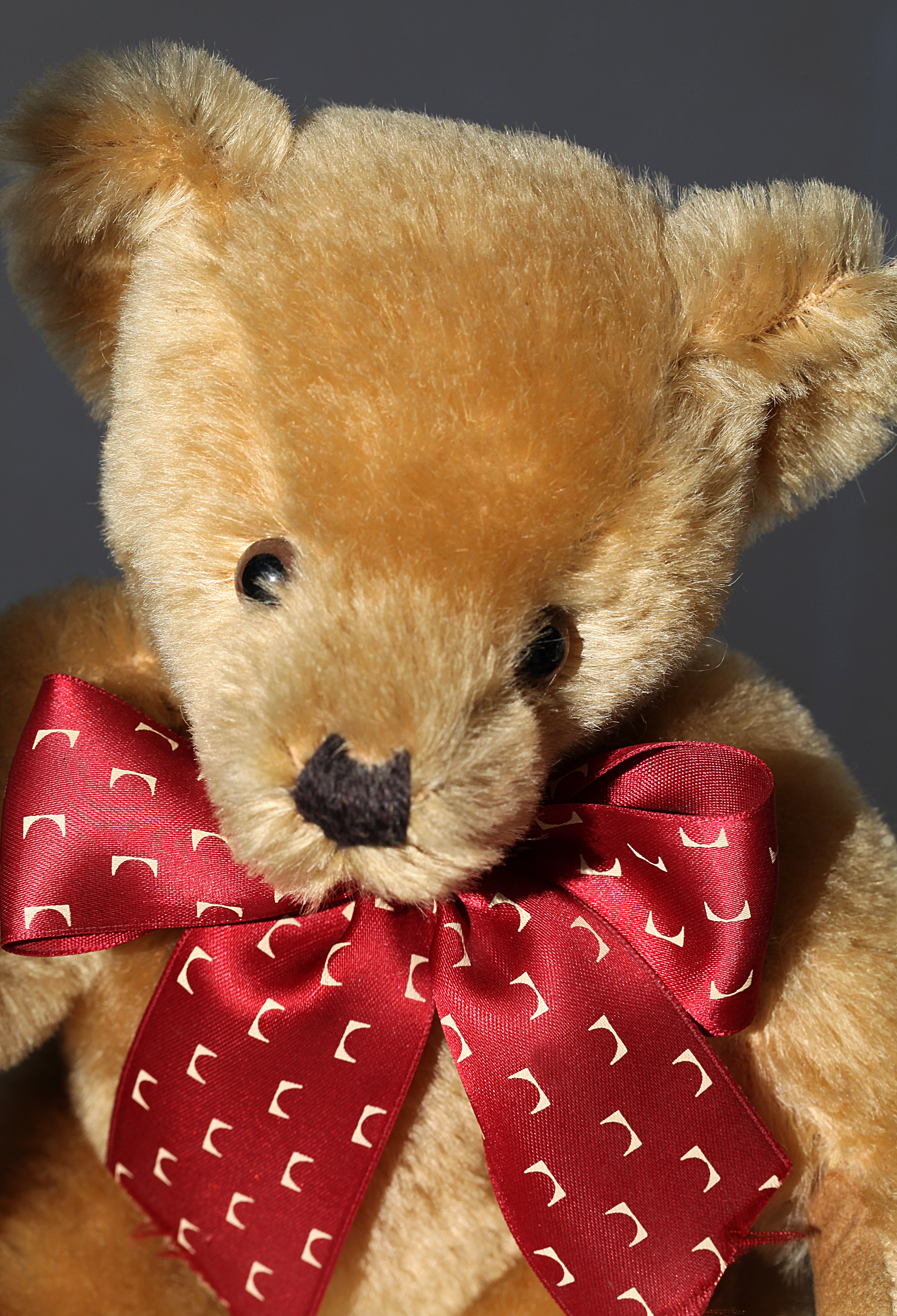
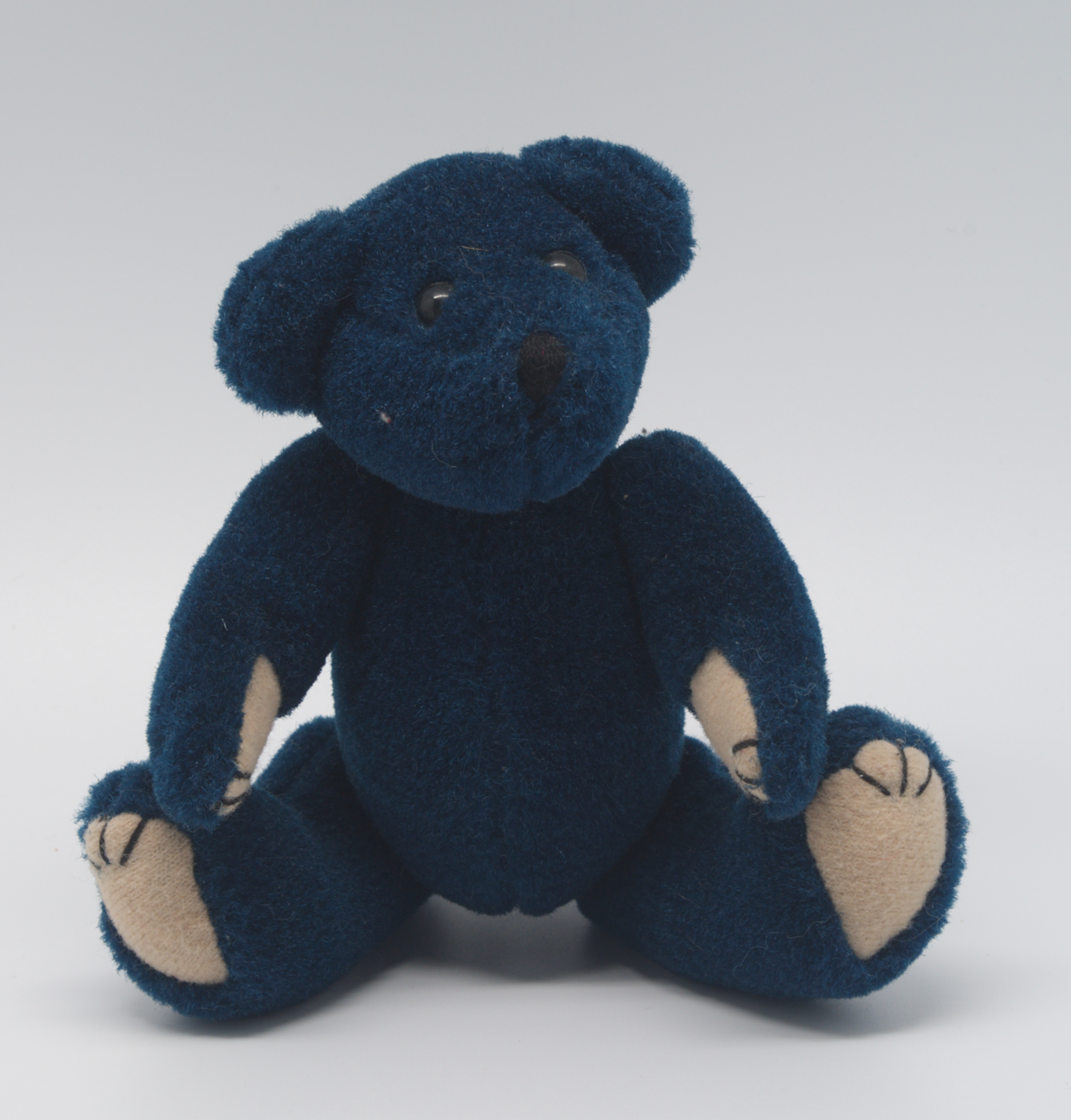
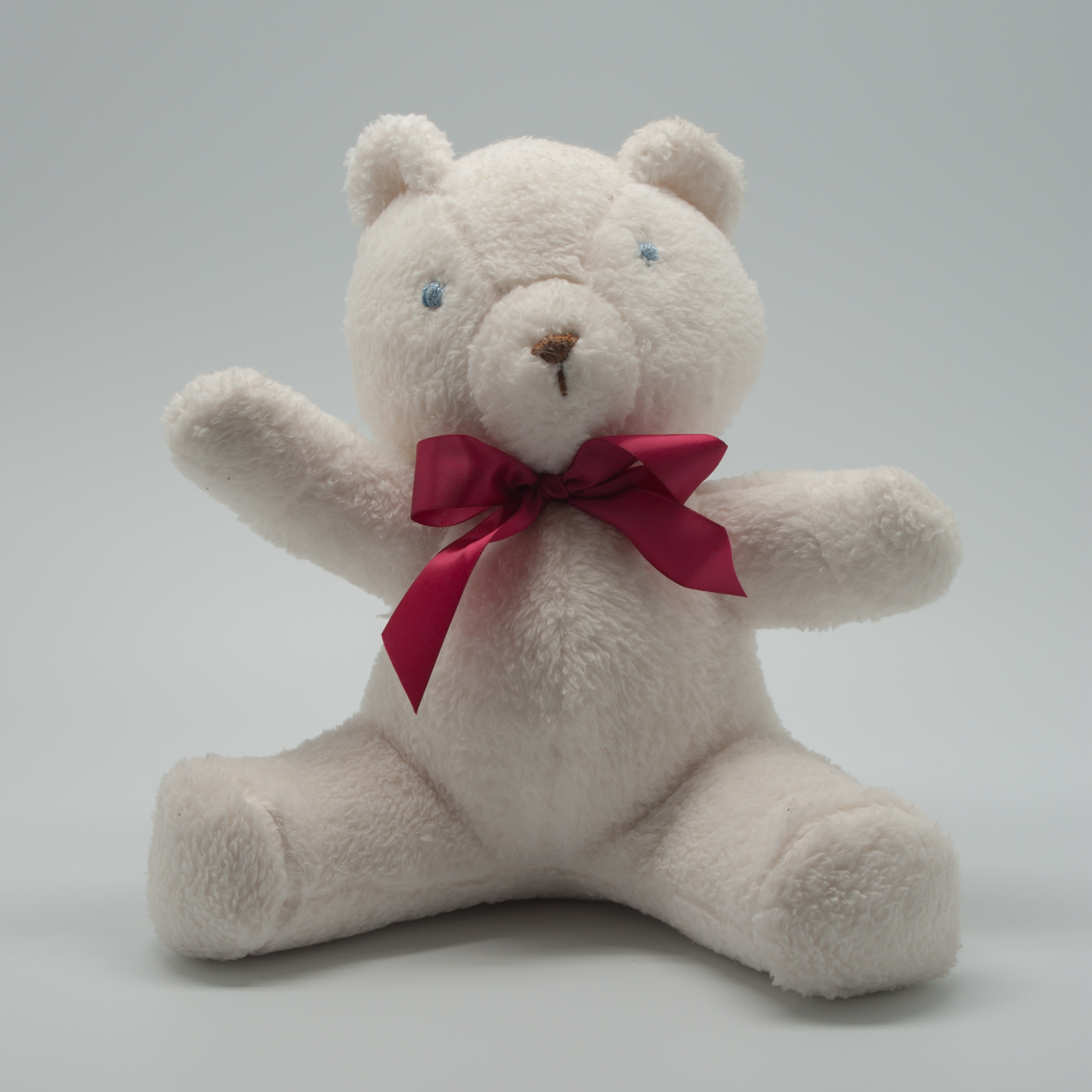
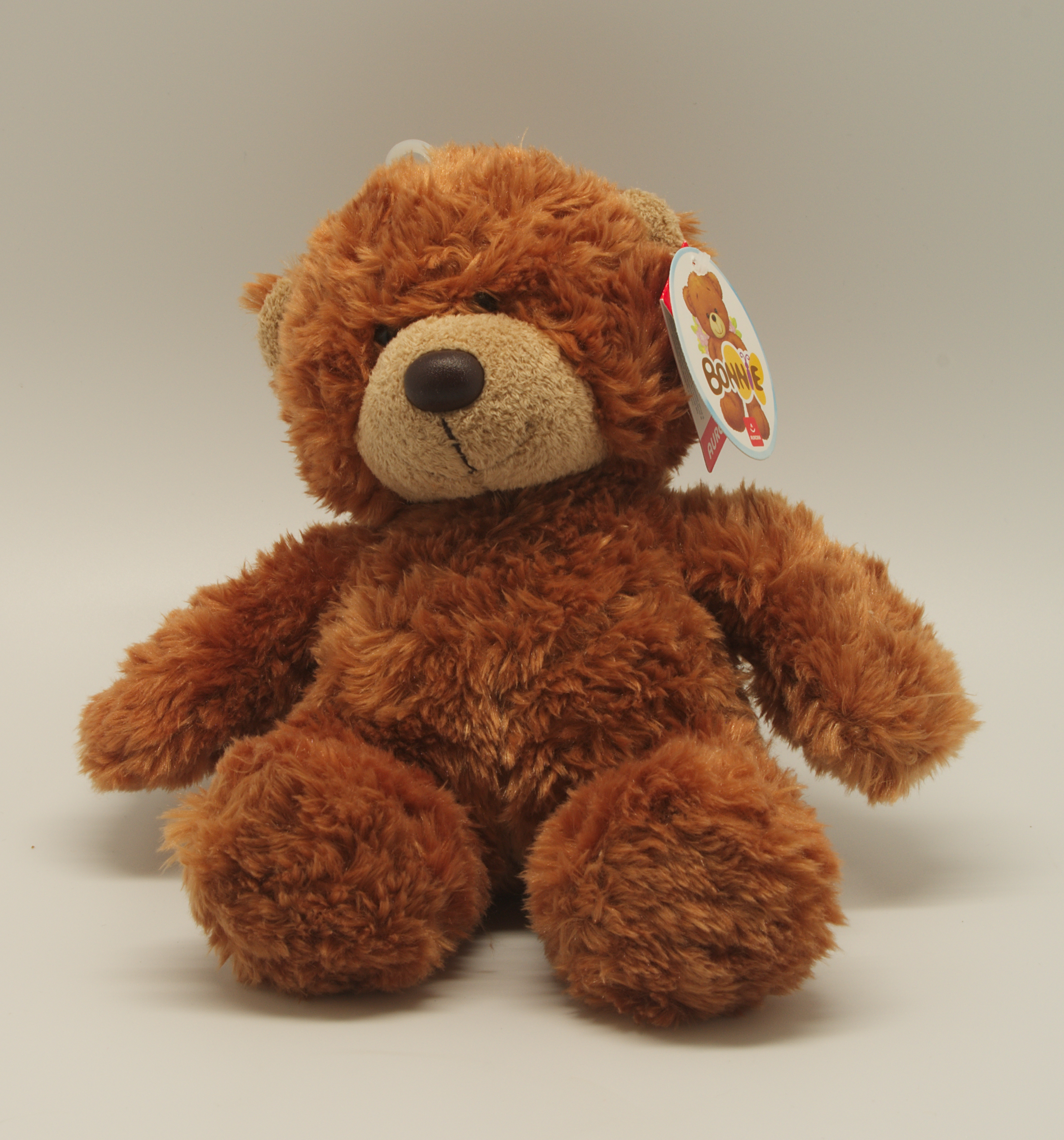
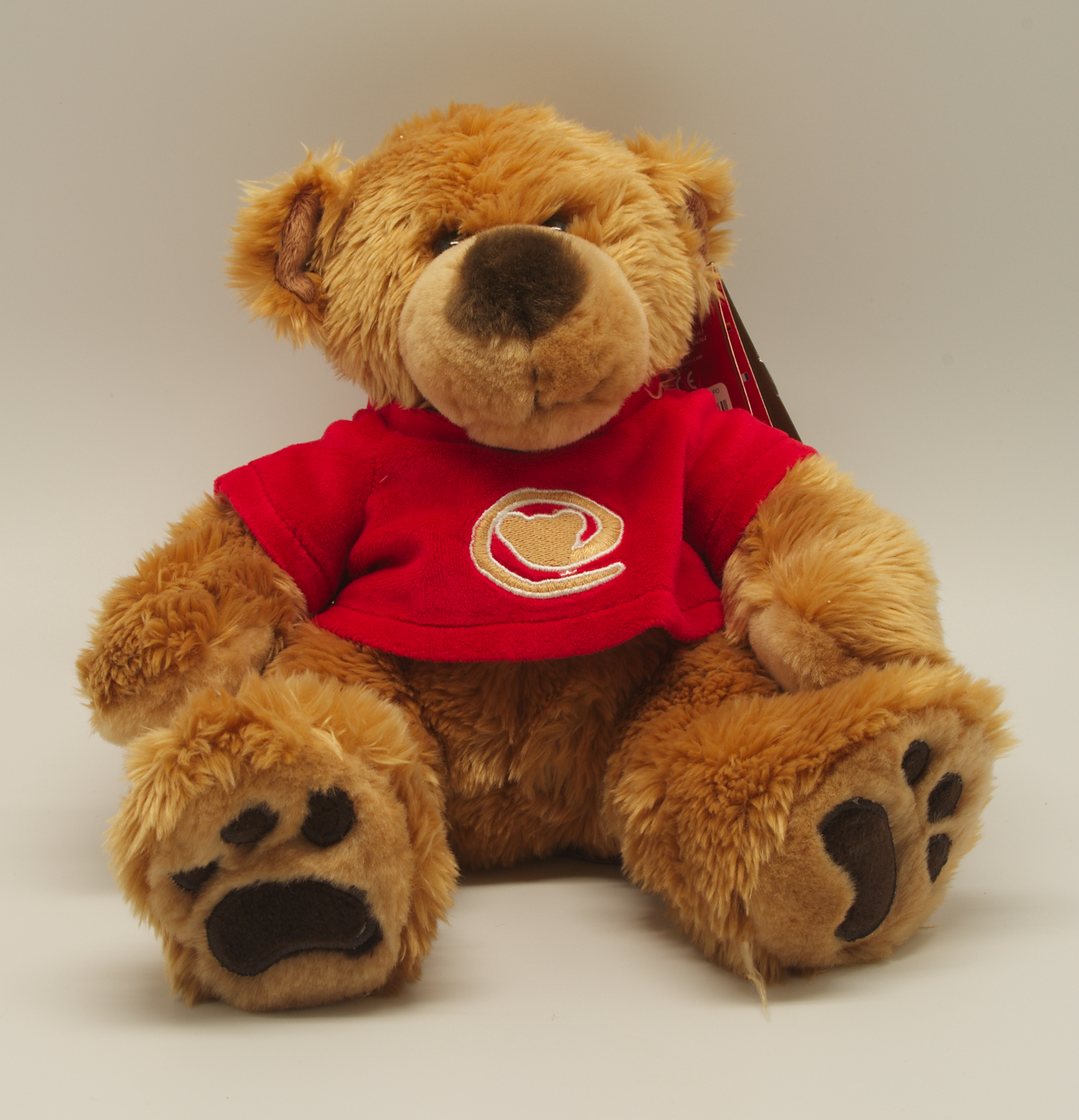
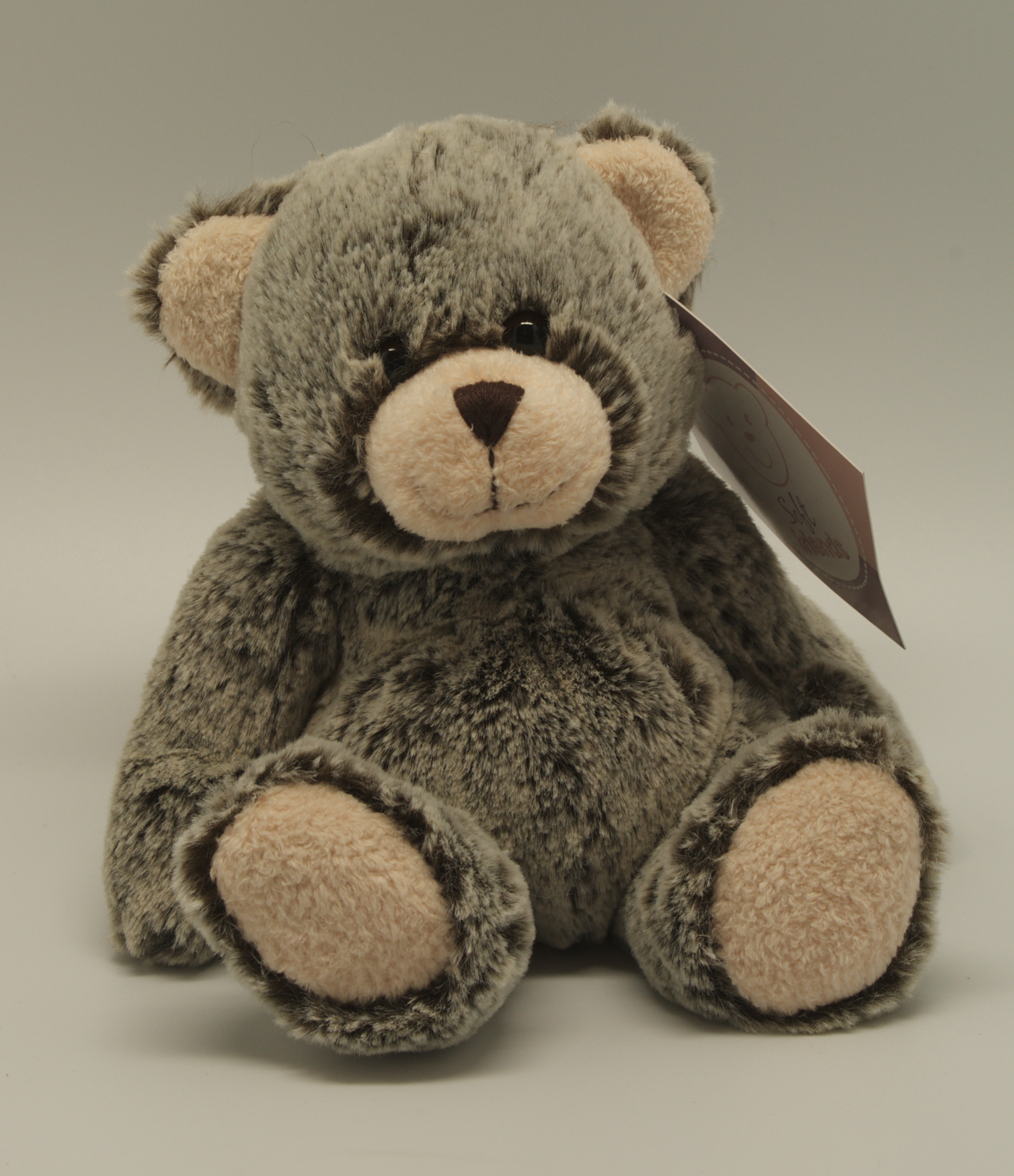
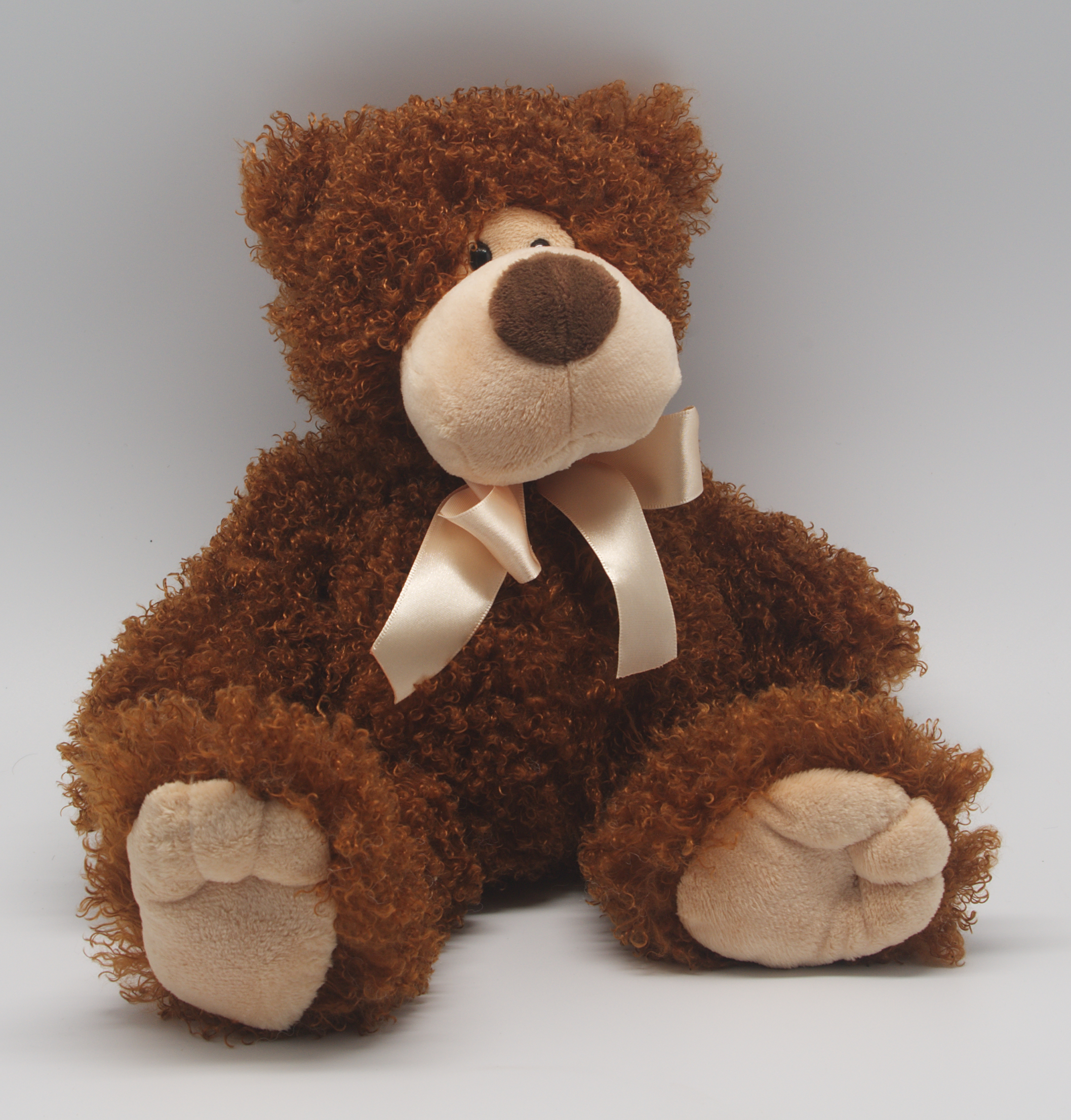